# Hans Ittmann

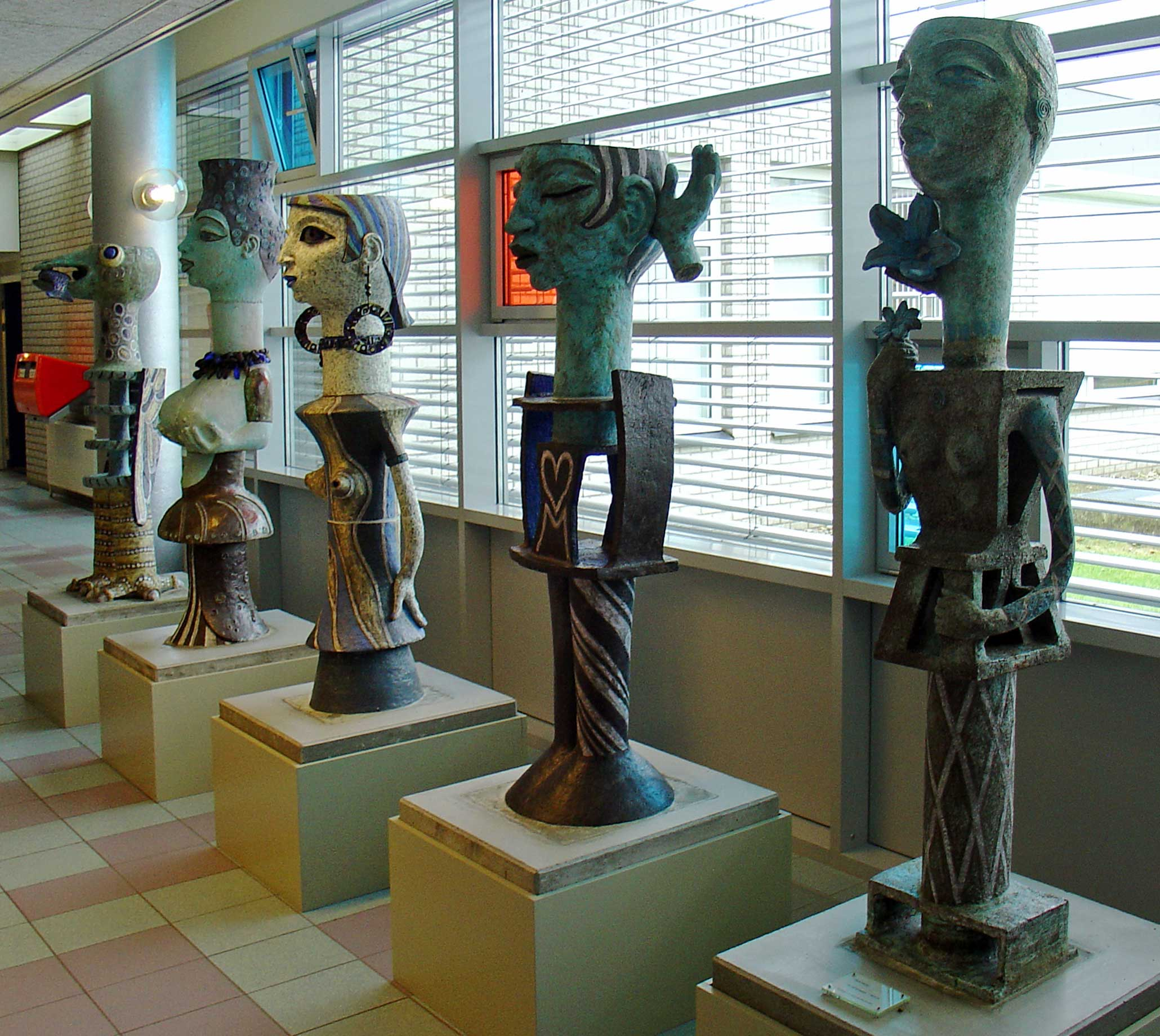
De vijf zintuigen, Emmen

Hans Ittmann (Waalwijk, 5 januari 1914 – Amsterdam, 12 november 1972) was een Nederlandse beeldhouwer en schilder.

## Leven en werk
Ittmann was een zoon van notaris/advocaat Hendrik Coenraad Ittmann en Hillegonda Judith Welsch. Hij volgde aanvankelijk een studie rechten, om het notariskantoor van zijn vader te kunnen overnemen. Hij begon naast zijn studie met schilderen en brak zijn studie in 1941 af. Hij ging in de leer bij de beeldhouwer Cephas Stauthamer. Hij werd lid van De Onafhankelijken. 
Na de Tweede Wereldoorlog studeerde Ittmann met een beurs van de Franse regering van 1946 tot 1948 aan de École des Beaux Arts in Parijs, waar hij lessen volgde bij Gimondeau. Aansluitend werkte hij een jaar in het atelier van Ossip Zadkine. Hij trouwde in 1947 met de Zeeuwse pianiste en componiste Trudy Kuipers.
Ittmann werkte aanvankelijk figuratief, maar ontwikkelde in de loop der jaren een abstracte stijl. Hij was begin jaren vijftig voorzitter van de kunstenaarsgroep Creatie en in 1955 een van de initiatiefnemers van de Liga Nieuw Beelden. In samenwerking met architect Sietze Dijkstra, maakte hij in de jaren zestig een aantal werken voor Emmen.
Hans Ittmann overleed op 58-jarige leeftijd.

## Werken in de openbare ruimte (selectie)
- 1960 Stelling van Pythagoras, Emmen
- 1962 Kiemend Zaad, Dalfsen
- 1961 Driepuntig beeld, campus universiteit, Wageningen
- 1965 Joods monument, De Mirandalaan, Amsterdam
- 1966 Zonder titel, Blaak/Binnenrotte, Rotterdam
- 1968 Eva, Emmen
- 1970 Het opvliegertje, Spaanderbank, Lelystad
- 1971 Zonder titel, fontein op de Selwerderhof, Iepenlaan, Groningen
- De vijf zintuigen, Emmen
- Zonder titel, wandreliëf kerk Hutgemeenschap aan de Prinsenlaan 82, Emmen